# Soulom
Soulom – miejscowość i gmina we Francji, w regionie Oksytania, w departamencie Pireneje Wysokie.
Według danych na rok 1990 gminę zamieszkiwały 264 osoby, a gęstość zaludnienia wynosiła 91 osób/km² (wśród 3020 gmin regionu Midi-Pireneje Soulom plasuje się na 800. miejscu pod względem liczby ludności, natomiast pod względem powierzchni na miejscu 1650.).